# Jatki (góra w Górach Suchych)
Jatki (niem. Fleischer Berge) (663, 661 m n.p.m.) – dwuwierzchołkowe wzniesienie w Sudetach Środkowych, w Górach Kamiennych, w zachodniej części pasma Gór Suchych.

## Położenie
Masyw położony jest na północny wschód od miejscowości Mieroszów. Stanowi zakończenie bocznego grzbietu, odchodzącego od Średniaka, z którym łączy się poprzez Garbatkę i Miłosz. Grzbiet ten kończy się nad Kowalową i Mieroszowem, nad przełomem Ścinawki, która płynie tędy w kierunku północnym.
Masyw zbudowany jest z permskich porfirów kwarcowych (ryolitów) i tufów porfirowych (ryolitowych), należących do północnego skrzydła niecki śródsudeckiej.
Wzniesienie porośnięte jest lasem świerkowym regla dolnego.

## Turystyka
Przez grzbiet biegnie Szlaki turystyczne:
- niebieski – z Mieroszowa do Schroniska „Andrzejówka”.